# 684 Гільдбург
684 Гільдбург (684 Hildburg) — астероїд головного поясу, відкритий 8 серпня 1909 року.
Тіссеранів параметр щодо Юпітера — 3,500.